# Joan Maria Thomàs Andreu
Joan Maria Thomàs Andreu (Palma, 1953) és catedràtic d'Història Contemporània a la Universitat Rovira i Virgili. Ha estat investigador ICREA Acadèmia (2013-2018) i professor visitant o investigador a les Universitats de Wisconsin, Princeton, Georgetown, Keio, Adelaide, Otago, Tianjin, Dalian, Nanjing, Jamia Millia Islamia (New Delhi), Hyderabad, Mysore, Jawaharlal Nehru, Tel-Aviv, South China Normal University at Guangzhou i a la Pontificia Universidad Católica Madre y Maestra, a Santo Domingo (República Dominicana). Ha impartit conferències a la London School of Economics & Political Science, El Colegio de México, Freie Universität Berlin i altres centres. És especialista en el franquisme, el falangisme i el feixisme; en les relacions EUA-Espanya durant la Guerra Civil i els anys de la Segona Guerra Mundial; i en l'aprovisionament de materials estratègics durant la mateixa guerra mundial. Ha estat guardonat amb el Premi Ciutat de Barcelona d'Història, el de la Crítica "Serra d'Or", amb la Medalla Narcís Monturiol al Mérit Científic i Tecnològic de la Generalitat de Catalunya i és acadèmic corresponent de la Real Academia de la Historia.

## Obra (llibres com a autor únic)
- Falange, Guerra Civil, franquisme. FET y de las JONS de Barcelona en els primers anys del Régim Franquista (1992), premi Agusti Duran i Sanpere d'Història de Barcelona-Premi Ciutat de Barcelona i premi de la Crítica "Serra d'Or".
- José María Fontana Tarrats: biografia política d'un franquista català (1997)
- Lo que fue la Falange (1999)
- La Falange de Franco: fascismo y fascistización en el régimen franquista : (1937-1945) (2001)
- Ramón Serrano Suñer (2003)
- Roosevelt y Franco. De la Guerra Civil a Pearl Harbor (2007) (edició nord-americanaRoosevelt, Franco and the Second World War-, 2008)
- Feixistes! Viatge a l'interior del falangisme català (2008)
- La batalla del Wolframio. Estados Unidos y España de Pearl Harbor a la Guerra Fría (2010) ISBN 978-84-376-2659-8 (edició nord-americana -Roosevelt, Franco and the End of the Second World War-, 2011)
- Los Fascismos españoles (2011, nova edició actualitzada 2019)
- El Gran golpe. El caso Hedilla o cómo Franco se quedó con Falange (2014)
- Franquistas contra franquistas. Luchas por el poder en la cúpila del régimen de Franco (2016).
- José Antonio. Realidad y mito (2017).
- JOSÉ ANTONIO PRIMO DE RIVERA. The Reality and Myth of a Spanish Fascist Leader. (2019)